# NGC 7454
NGC 7454 је елиптична галаксија у сазвежђу Пегаз која се налази на NGC листи објеката дубоког неба.
Деклинација објекта је + 16° 23' 21" а ректасцензија 23h 1m 6,6s. Привидна величина (магнитуда) објекта NGC 7454 износи 11,8 а фотографска магнитуда 12,8. Налази се на удаљености од 22,599 милиона парсека од Сунца. NGC 7454 је још познат и под ознакама UGC 12305, MCG 3-58-20, CGCG 453-45, PGC 70264.